# Malaysian Open 2012 - Qualificazioni singolare
Le qualificazioni del singolare  del Malaysian Open 2012 sono state un torneo di tennis preliminare per accedere alla fase finale della manifestazione. I vincitori dell'ultimo turno sono entrati di diritto nel tabellone principale. In caso di ritiro di uno o più giocatori aventi diritto a questi sono subentrati i lucky loser, ossia i giocatori che hanno perso nell'ultimo turno ma che avevano una classifica più alta rispetto agli altri partecipanti che avevano comunque perso nel turno finale.

## Teste di serie
1. Vasek Pospisil (Direttamente al tabellone principale)
2. Michael Yani (Qualificato)
3. Riccardo Ghedin (Qualificato)
4. Christopher Rungkat (secondo turno)

1. Sanam Singh (Ultimo turno, Lucky Loser)
2. Toshihide Matsui (ultimo turno)
3. Nick Lindahl (secondo turno)
4. Jun Woong-sun (secondo turno)

## Qualificati
1. Dominic Inglot
2. Michael Yani

1. Riccardo Ghedin
2. Julian Knowle

### Lucky Loser
1. Sanam Singh

## Tabellone

### Legenda
| - Q = Qualificato - WC = Wild card - LL = Lucky loser | - ALT = Alternate - SE = Special Exempt - PR = Protected Ranking | - w/o = Walkover - r = Ritirato - d = Squalificato |

### Tabellone

#### Sezione 1
|  | Primo turno | Primo turno              | Primo turno              | Primo turno | Primo turno |  |  | Secondo turno | Secondo turno  | Secondo turno  | Secondo turno  | Secondo turno  |   |   | Ultimo turno  | Ultimo turno  | Ultimo turno  | Ultimo turno | Ultimo turno |  |
|  |             |                          |                          |             |             |  |  |               |                |                |                |                |   |   |               |               |               |              |              |  |
|  |             |                          |                          |             |             |  |  |               |                |                |                |                |   |   |               |               |               |              |              |  |
|  |             |                          |                          |             |             |  |  | 1             | Vasek Pospisil | Vasek Pospisil | Vasek Pospisil |                |   |   |               |               |               |              |              |  |
|  |             |                          |                          |             |             |  |  |               | Austin Karosi  | Austin Karosi  | Austin Karosi  | w/o            |   |   |               |               |               |              |              |  |
|  |             |                          |                          |             |             |  |  |               |                |                |                |                |   |   | Austin Karosi | Austin Karosi | Austin Karosi | 2            | 2            |  |
|  |             | Dominic Inglot           | Dominic Inglot           | 6           | 6           |  |  |               |                | Dominic Inglot | Dominic Inglot | Dominic Inglot | 6 | 6 |               |               |               |              |              |  |
|  | WC          | Ahmed Deedat Abdul Razak | Ahmed Deedat Abdul Razak | 1           | 4           |  |  |               | Dominic Inglot | Dominic Inglot | 6              | 6              |   |   |               |               |               |              |              |  |
|  |             |                          |                          |             |             |  |  | 7             | Nick Lindahl   | Nick Lindahl   | 3              | 4              |   |   |               |               |               |              |              |  |
|  |             |                          |                          |             |             |  |  |               |                |                |                |                |   |   |               |               |               |              |              |  |

#### Sezione 2
|  | Primo turno | Primo turno         | Primo turno         | Primo turno | Primo turno |  |  | Secondo turno | Secondo turno              | Secondo turno              | Secondo turno | Secondo turno |   |    | Ultimo turno | Ultimo turno | Ultimo turno | Ultimo turno | Ultimo turno |  |
|  |             |                     |                     |             |             |  |  |               |                            |                            |               |               |   |    |              |              |              |              |              |  |
|  |             |                     |                     |             |             |  |  |               |                            |                            |               |               |   |    |              |              |              |              |              |  |
|  |             |                     |                     |             |             |  |  | 2             | Michael Yani               | Michael Yani               | 7             | 6             |   |    |              |              |              |              |              |  |
|  |             |                     |                     |             |             |  |  | WC            | Syed Mohd Agil Syed Nagiub | Syed Mohd Agil Syed Nagiub | 5             | 1             |   |    |              |              |              |              |              |  |
|  |             |                     |                     |             |             |  |  |               |                            |                            |               |               |   |    | 2            | Michael Yani | Michael Yani | 6            | 7            |  |
|  | WC          | Colin Wei Ming Wong | Colin Wei Ming Wong | 3           | 1           |  |  |               |                            | 5                          | Sanam Singh   | Sanam Singh   | 4 | 64 |              |              |              |              |              |  |
|  | WC          | Yew-Ming Si         | Yew-Ming Si         | 6           | 6           |  |  | WC            | Yew-Ming Si                | Yew-Ming Si                | 0             | 1             |   |    |              |              |              |              |              |  |
|  |             |                     |                     |             |             |  |  | 5             | Sanam Singh                | Sanam Singh                | 6             | 6             |   |    |              |              |              |              |              |  |
|  |             |                     |                     |             |             |  |  |               |                            |                            |               |               |   |    |              |              |              |              |              |  |

#### Sezione 3
|  | Primo turno | Primo turno       | Primo turno | Primo turno | Primo turno |  |  | Secondo turno | Secondo turno     | Secondo turno     | Secondo turno     | Secondo turno |   |    | Ultimo turno | Ultimo turno    | Ultimo turno | Ultimo turno | Ultimo turno |  |
|  |             |                   |             |             |             |  |  |               |                   |                   |                   |               |   |    |              |                 |              |              |              |  |
|  |             |                   |             |             |             |  |  |               |                   |                   |                   |               |   |    |              |                 |              |              |              |  |
|  |             |                   |             |             |             |  |  | 3             | Riccardo Ghedin   | Riccardo Ghedin   | 6                 | 6             |   |    |              |                 |              |              |              |  |
|  |             |                   |             |             |             |  |  |               | Alexander Peya    | Alexander Peya    | 2                 | 4             |   |    |              |                 |              |              |              |  |
|  |             |                   |             |             |             |  |  |               |                   |                   |                   |               |   |    | 3            | Riccardo Ghedin | 4            | 6            | 7            |  |
|  | WC          | Mohd Assri Merzuk | 2           | 7           | 2           |  |  |               |                   |                   | Treat Conrad Huey | 6             | 4 | 68 |              |                 |              |              |              |  |
|  |             | Treat Conrad Huey | 6           | 5           | 6           |  |  |               | Treat Conrad Huey | Treat Conrad Huey | 6                 | 7             |   |    |              |                 |              |              |              |  |
|  |             |                   |             |             |             |  |  | 8             | Jun Woong-sun     | Jun Woong-sun     | 3                 | 63            |   |    |              |                 |              |              |              |  |
|  |             |                   |             |             |             |  |  |               |                   |                   |                   |               |   |    |              |                 |              |              |              |  |

### Sezione 4
|  | Secondo turno | Secondo turno       | Secondo turno       | Secondo turno | Secondo turno |  |  | Ultimo turno | Ultimo turno     | Ultimo turno | Ultimo turno | Ultimo turno |  |
|  |               |                     |                     |               |               |  |  |              |                  |              |              |              |  |
|  | 4             | Christopher Rungkat | Christopher Rungkat | 3             | 2             |  |  |              |                  |              |              |              |  |
|  |               | Julian Knowle       | Julian Knowle       | 6             | 6             |  |  |              | Julian Knowle    | 3            | 6            | 6            |  |
|  | WC            | Bruno Soares        | 65                  | 4             | r             |  |  | 6            | Toshihide Matsui | 6            | 3            | 4            |  |
|  | 6             | Toshihide Matsui    | 7                   | 3             |               |  |  |              |                  |              |              |              |  |